# Porcelaine de Tournai
 (avril 2016).
La porcelaine de Tournai est une technique de fabrication de porcelaine, à base de kaolin, mise au point à Tournai.

## Histoire

### L'origine
Une première manufacture semble avoir été fondée à Tournai en 1670. D'autres lui succèdent jusqu'au milieu du XVIIIe siècle. À cette époque la mode est à l'intimité, la commodité, etc. (en opposition au luxe du Roi Soleil). Cette mode va aussi toucher le monde de la faïence et surtout de la porcelaine, car la porcelaine plus fine joue un rôle de plus en plus significatif. Le monde de la porcelaine et de la faïence à partir de la fin du XVIIe siècle va connaître une forte expansion notamment grâce à la faïencerie de Saint-Cloud qui, dès 1677, fabrique de la porcelaine tendre, ce qui va influencer un bon nombre de faïenceries de par le monde comme Chantilly en 1725, Mennecy en 1734, etc.
L'idée d'une manufacture officielle de porcelaine à Tournai est dans l'air depuis 1717, mais ce n'est qu'en  1750 que le projet se concrétise.

### Le début de la porcelaine à Tournai
En novembre 1750, le Lillois François Joseph Peterinck adresse une requête au gouverneur des Pays-Bas, Charles de Lorraine : celle de pouvoir établir une manufacture de porcelaine à Tournai sous sa protection. Cette requête va lui être accordée donnant ainsi naissance à la porcelaine de Tournai, remarquable pour sa qualité et sa quantité produite au cours du temps. Il rachète la manufacture de François Carpentier, qu'il vient d'installer quai des Salines. Cette porcelaine était destinée à tous les niveaux de vie. Grâce à la porcelaine dite de « camaïeu bleu » (la plus courante) de moindre coût, Tournai crée de nombreuses pièces de luxe qui n'ont rien à envier aux plus belles productions européennes. Des pièces de ces porcelaines sont conservées notamment au musée royal de Mariemont, au musée royal d'art et d'histoire et au musée d'histoire et des arts décoratifs de Tournai.

### La technique de la porcelaine de Tournai

#### La pâte
Afin de comprendre la porcelaine de Tournai, il faut se rappeler les origines et l'évolution de cette matière. Les premières porcelaines datent du IXe siècle et proviennent de Chine. Elle était à base d'une  argile blanche infusible appelée kaolin. Au cours du Moyen Âge, très peu de porcelaine arrivent en Europe. Mais au XVIIIe siècle, avec la société des Indes, elles se répandirent de plus en plus suscitant un engouement nouveau pour leur matière fine et superbe. Si bien que les princes et autres riches marchands voulurent produire leurs propres porcelaines. Le kaolin manquait en Europe, c'est pourquoi les céramistes européens tentèrent de le remplacer par une matière plus accessible. C'est ainsi que naquit la porcelaine à pâte molle opposé à la porcelaine en pâte dure à base de kaolin.
Déjà, dans la deuxième moitié du XVIe siècle, sous l'impulsion du grand-duc de Toscane, quelques pièces de pâte tendre, très souvent à décor bleu, furent créées à Florence. Près d'un siècle plus tard apparaît la première manufacture de pâte tendre française à Rouen. Ensuite vinrent celles de Saint-Cloud, Chantilly, Mennecy, à laquelle se rattachent les productions de Sceaux et Bourg-la-Reine, et puis Vincennes fondée en 1738, devenue manufacture royale en 1753. Toutes ces manufactures créèrent de la pâte tendre, dont la technique, le style et le décor eurent un impact considérable sur la porcelaine de Tournai.
Entre-temps, en 1709, du kaolin avait été découvert à Aue en Saxe, et la première manufacture européenne de pâte dure apparaît un an plus tard. Ce n'est que soixante ans plus tard que furent découverts des gisements de kaolin à Saint-Yrieix-la-Perche, près de Limoges, et que des essais de pâte dure furent réalisés en France. D'autre manufacture de pâte dure se développèrent en Europe (Danemark, Italie, Espagne…) mais c'est en Angleterre où, parmi d'autres, la manufacture de Chelsea atteignit un haut degré de perfection et présenta certaines affinités avec celle de Tournai.
La carence en kaolin dans les Pays-Bas autrichiens fut une des premières causes de la fondation en 1750, à Tournai, d'une manufacture de porcelaine de pâte tendre. C'est donc en France et en Angleterre que la pâte tendre fut la plus utilisée.
La pâte tendre française, à laquelle s’apparente celle de Tournai, est composée d’une fritte dans laquelle entrent en proportions diverses de multiples éléments, enduite d’une couverture plombifère. C’est la faible résistance de ces compositions à l’action de la haute température, et le fait que la couverture rayable à l’acier est très fusible, qui lui a valu le nom de pâte tendre.

#### Colorants et métaux
Les premières matières utilisées furent les émaux grand feu, tels les oxydes de cobalt (bleu) ou de manganèse (brun) et la couleur rouille, dit « rouge de fer ». Elles sont cuites à environ 1 100 °C. Un décor rouille, même mêlé à d’autres couleurs, est une caractéristique des débuts de la porcelaine. Une grande innovation de l’histoire de la céramique au XVIIIe siècle est la découverte  de la couleur petit feu pourpre (1745-1750) qui servait pour ses décors aux fleurs, tulipes, pivoines, roses, et fut naturellement imitée par Tournai.
Les éléments premiers de la composition de la pâte de Tournai, argile, marne et craie, une fois lavés et séchés, reposaient pendant six mois, puis étaient mélangés à la fritte préalablement cuite et broyée. Versé ensuite dans des cuves remplies d’eau puis broyé à nouveau. Ce liquide boueux était soumis ensuite dans des séchoirs à une évaporation.
Deux procédés étaient utilisés : le moulage pour les pièces plates qui consistait à appliquer, à l’aide d’une éponge humide, une croûte de pâte d’égale épaisseur sur un coutil sur le moule à plâtre, et le coulage pour les pièces creuses que Tournai fut la première à utiliser sur le continent. Le coulage était réalisé en versant rapidement la barbotine (pâte ajoutée à de l’eau formant un liquide épais), d’un jet continu et régulier afin qu’elle reste bien homogène.
On procédait ensuite à la retouche des imperfections. Les motifs estompaient les cannelures et les godrons, qui pouvaient être obtenus au moulage, étaient appliqués après coup. Les accessoires tels que les pieds, les anses, ornements et reliefs étaient aussi moulés ou coulés séparément pour ensuite être appliqués sur la pièce principale de barbotine.

#### La cuisson
La porcelaine tendre vernissée exige au moins deux cuissons. La porcelaine de Tournai, qui est une porcelaines particulière contenant plus de kaolin et moins de fondant, a besoin d'une température de cuisson spécialement élevée.
La première cuisson est d'environ 1 100 °C. Elle donne le biscuit qui peut avoir été au préalable décoré de colorants de grand feu. L'objet obtenu est fragile et poreux. Après le séchage, cette pièce est trempée dans un bain de glaçure qui, après cuisson entre 1300 et 1 400 °C, donnera à la porcelaine son aspect final brillant et translucide.

#### La pose des décors
Parmi les colorants grand feu, on reconnaît le rouge de fer et surtout les camaïeux bleus qui nécessitaient qu'une seule cuisson. Le biscuit est ensuite recouvert d'une couverte nécessitant une deuxième cuisson. Les autres colorants, aussi appelés colorants de moufle, comme le pourpre, étaient posés sur la couverte après que la pièce ait déjà subi une double cuisson. En France, l'or était réservé à la manufacture royale de Sèvres, Tournai bénéficia du privilège de son emploi et mit au point une recette de très haute qualité.